# Adlershofer BC
Der Adlershofer BC 08 (offiziell Adlershofer Ballspiel-Club 1908 e. V.) ist ein Fußballverein im Berliner Ortsteil Adlershof, Bezirk Treptow-Köpenick. Er unterhält zusätzlich eine Abteilung Kegeln.

## Geschichte
Der Adlershofer BC wurde am 9. November 1908 unter dem Vorsitz von Erich Nitsche gegründet. 1921 bis 1926 wurde der ABC 08 hintereinander Berliner Meister der A-Junioren. 1928 schaffte die 1. Männermannschaft den Aufstieg in die Oberliga, der damals höchsten Berliner Spielklasse. 1931/32 trainierte in der Oberliga Hanne Sobek, 1930 und 1931 Deutscher Meister mit Hertha BSC, die 1. Männermannschaft. Bis zu 5.000 Zuschauer fanden sich bei den Spielen am Lohnauer Steig ein. In der Zeit des Nationalsozialismus kam es nach Auflösung der Arbeitersportvereine 1933 zur Zwangsfusion mit Columbia 04 und ATV unter dem neuen Namen „ABC Columbia 04“, der sich kurze Zeit später in „ABC 04“ umbenannte. Der Verein wurde in dieser Zeit sportlich geschwächt und stieg in die Bezirksklasse ab.

Historisches Logo der SG Adlershof

1945 musste man sich nach dem Zweiten Weltkrieg aufgrund der Neuorganisation des Sports auf rein kommunaler Grundlage durch den alliierten Kontrollrat unter dem Namen Sportgruppe (SG) Adlershof zusammenfinden und wurde in der Berliner Stadtliga eingestuft, wo man von Beginn an oben mitspielte. 1948 konnte man zum alten Vereinsnamen „Adlershofer Ballspiel“ Club zurückkehren.
1951/52 gelang unter dem Trainerstab von Rudi Donner und Konrad Schulze der 1. Männermannschaft der Aufstieg in die DDR-Liga, in die zweithöchste Spielklasse der DDR. 1952 gewann die kurz zuvor Ost-Berliner Meister gewordene Mannschaft der B-Junioren die DDR-Meisterschaft. 1.000 Anhänger empfingen am Bahnhof Adlershof mit einem Corso die erfolgreiche Jugendmannschaft. 1953 stieg ABC 08 aus der DDR-Liga ab, da es sich wirtschaftlich als Problem erwies, als eigenständiger Klub ohne einen Trägerbetrieb neben den Betriebssportgemeinschaften (BSG) zu bestehen. 1954 wurden die A-Junioren Ost-Berliner Meister.
1955 benannte sich der ABC 08 auf Druck der DDR-Sportführung in „SG Adlershof“ um. 1956 drohte der SG der Ausschluss aus dem Sportverband, nachdem man sich um die Etablierung des Frauenfußball bemüht hatte, was den damaligen DDR-Sportfunktionären missfiel. In den Folgejahren ging es für die Adlershofer und ihre Männermannschaft bergab. Zwar konnte man 1962 noch einmal ein Auf erleben, als man Berliner Meister wurde und noch einmal den Aufstieg in die II. DDR-Liga schaffte, dann folgten aber Abstiege bis in die viertklassige DDR-Bezirksklasse.
Mit der Wende 1989 erfolgte die Neugründung des Vereins Adlershofer BC. Er schaffte 1991 im wiedervereinten Fußball den Aufstieg in die Berliner Landesliga. 1997 erreichte man mit dem Staffelsieg die höchste Berliner Spielklasse, die Verbandsliga Berlin. Die Klasse konnte bis zum Abstieg in die Landesliga 2002 gehalten werden.
2004 wurde die 1. Frauenmannschaft von ABC Berliner Meister und stieg in die Fußball-Regionalliga auf. Hier konnte sich die Mannschaft vier Jahre halten, musste aber 2008 als Tabellenletzter absteigen.
Im Juni 2007 gelang der 1. Männermannschaft als Staffelsieger die Rückkehr in die Berliner Verbandsliga, wo sie als Aufsteiger frühzeitig den Klassenerhalt sichern konnte. Im November 2008 feierte der Verein mit Festakt und verschiedenen Turnieren sein 100-jähriges Vereinsjubiläum. In der Saison 2009/10 erreichte ABC mit Platz 4 seine bisher beste Platzierung in der nunmehr „Berlin-Liga“ heißenden Verbandsliga. Danach ging es allmählich bergab. Schaffte man 2011/12 noch ganz knapp den Klassenerhalt, folgte im Juni 2013 der Abstieg aus der Berlin-Liga in die Landesliga. Bei am Ende nur 13 Punkten aus 34 Spielen stand dieser bereits Monate vorher fest.
In der ewigen Tabelle der Berlin-Liga belegt Adlershof den 26. Platz.

## Spielstätte
Seit 1927 ist der ABC auf dem Sportplatz Lohnauer Steig in Berlin-Adlershof beheimatet. Er hat 1000 Stehplätze und ist mit Kunstrasen und Flutlicht ausgestattet.

## Erfolge
Männer:
- Teilnahme an der DDR-Liga (2. Liga) 1951/52
- Teilnahme an der II. DDR-Liga (3. Liga) 1962/63
- DDR-Jugendmeister (B-Jugend): 1952
- Ost-Berliner Meister: 1962
- FDGB-Bezirkspokalsieger (Ost-Berlin): 1957 und 1959

Frauen:
- Berliner Meister: 2004
- Regionalliga von 2004–2008

## Erfolgreiche Spieler
- Wolfgang Matthies, ging 1971 zum 1. FC Union, wo er 159 Oberligaspiele bestritt
- Thoralf Stein, ging 2003 zum SV Germania Schöneiche, wo er ca. 200 Verbands- und Oberligaspiele bestritt, den Brandenburg Pokal gewann und in der 1. Runde des DFB-Pokals 2004 gegen den TSV 1860 München stand.
- Hein Wilhelmy, ca. 750 Spiele in der 1. Herrenmannschaft des Vereins, Rekordspieler des Vereins

## Saisondaten
| Saison  | Liga                      | Platz (von) |
| ------- | ------------------------- | ----------- |
| 1991/92 | Kreisliga A               |             |
| 1992/93 | Landesliga – Staffel 2    | 12 (16)     |
| 1993/94 | Landesliga – Staffel 1 ▼  | 15 (18)     |
| 1994/95 | Bezirksliga – Staffel 2 ▲ | 02 (16)     |
| 1995/96 | Landesliga – Staffel 1    | 08 (16)     |
| 1996/97 | Landesliga – Staffel 1 ▲  | 01 (16)     |
| 1997/98 | Verbandsliga Berlin       | 09 (18)     |
| 1998/99 | Verbandsliga Berlin       | 15 (19)     |
| 1999/00 | Verbandsliga Berlin       | 13 (21)     |
| 2000/01 | Verbandsliga Berlin       | 15 (20)     |
| 2001/02 | Verbandsliga Berlin ▼     | 19 (19)     |
| 2002/03 | Landesliga – Staffel 2    | 10 (16)     |
| 2003/04 | Landesliga – Staffel 2    | 07 (16)     |
| 2004/05 | Landesliga – Staffel 2    | 11 (16)     |
| 2005/06 | Landesliga – Staffel 1    | 04 (16)     |
| 2006/07 | Landesliga – Staffel 1 ▲  | 01 (16)     |
| 2007/08 | Verbandsliga Berlin       | 10 (18)     |
| 2008/09 | Berlin-Liga               | 11 (18)     |
| 2009/10 | Berlin-Liga               | 04 (19)     |
| 2010/11 | Berlin-Liga               | 09 (18)     |
| 2011/12 | Berlin-Liga               | 15 (19)     |
| 2012/13 | Berlin-Liga ▼             | 17 (18)     |
| 2013/14 | Landesliga – Staffel 2    | 06 (16)     |
| 2014/15 | Landesliga – Staffel 1    | 08 (16)     |
| 2015/16 | Landesliga – Staffel 2    | 07 (16)     |
| 2016/17 | Landesliga – Staffel 2    | 12 (16)     |
| 2017/18 | Landesliga – Staffel 1 ▼  | 014 (16)    |
| 2018/19 | Bezirksliga – Staffel 1   | 12 (16)     |
| 2019/20 | Bezirksliga – Staffel 1   | 09 (16)     |
| 2020/21 | Bezirksliga – Staffel 1   | 04 (17)     |
| 2021/22 | Bezirksliga – Staffel 1   | 09 (16)     |
| 2022/23 | Bezirksliga – Staffel 1   | 12 (16)     |
| 2023/24 | Bezirksliga – Staffel 1   | 13 (16)     |